# Atbara (rivière)
Pour les articles homonymes, voir Atbara.
L'Atbara (arabe : نهر عطبرة, Nahr 'Atbarah) est un affluent du Nil, le dernier qui soit permanent avant son delta.

## Géographie
Il prend sa source en Éthiopie à environ 50 km au nord du lac Tana. Il coule pendant environ 805 km avant de se jeter dans le Nil à hauteur de la ville d'Atbara au Soudan. Son affluent droit, le Tekezé, compte tenu de sa plus grande longueur, constitue en fait la véritable branche supérieure du cours de l'Atbara. Pendant une bonne partie de l'année, l'Atbara s'apparente à un simple filet d'eau. Mais durant la saison des pluies, la cote du fleuve augmente d'environ 5 m. Il devient alors une formidable barrière naturelle entre les districts nord et centre de la région Amhara. Les principaux affluents de l'Atbara sont, outre le Tekezé, la rivière Shinfa qui prend sa source à l'ouest du lac Tana et la rivière Angereb qui prend sa source au nord de la ville de Gondar.

## Hydrologie
Le régime de l'Atbara est très irrégulier. Le débit mensuel peut varier entre 0 m3/s et 4 928 m3/s tandis que le module est de 359 m3/s. La période des hautes eaux s'étend de juillet à septembre et coïncide avec la remontée en latitude de la zone de convergence intertropicale responsable des fortes pluies qui s'abattent sur le bassin versant de l'Atbara à cette période de l'année. La période d'étiage s'étend de février à mai. La rivière contribue à environ 25 % du débit total du Nil en août, lorsque son débit est maximal, mais sa contribution devient négligeable durant la saison sèche. La tranche d'eau écoulée annuellement par la rivière se monte à 169 mm.